# 名誉アーリア人
名誉アーリア人（めいよアーリアじん、ドイツ語: Ehrenarier）とは、国民社会主義ドイツ労働者党（ナチス）の基準によれば、アーリア人種に属するとは認められなかったが、非公式にその一部であると見なされた、ミッシュリンクを含む人々の非公式な地位を表すためにナチス・ドイツで使用された用語。
「名誉アーリア人」の地位がナチスによって他の非北方人種（または更に少数だが、非インド-イラン/ヨーロッパ人種）に授けられた理由に関する一般的な説明は、それらの人々の貢献がドイツの経済や戦争遂行のために、または単に政治上またはプロパガンダ上の理由で価値があると見なされたためである。
ナチスの傀儡政権であるクロアチア独立国では、この用語は、国家に貢献していた一部のユダヤ人を迫害から保護するためにアンテ・パヴェリッチによって使用された。

## 主要な包含物
- ヒトラーは、日本人[4][5][6][7]、フィン人、マジャル人、トルコ人はアーリア人であると宣言した[8][9]。
- アラブ人であり、イギリス委任統治領パレスチナのムフティーであるアミーン・フサイニーは、ナチスから「名誉アーリア人の地位を与えられた」のに対し[10][11]、ヒトラーはアラブ人全体を「半猿」と見なしていた[12][13][14]。
- シュテファニー・ツー・ホーエンローエは、ハインリヒ・ヒムラーによって名誉アーリア人と宣言された[15]。
- ヒトラーの最初の個人運転手であり、非常に初期のナチ党員であるエミール・モーリスはSSのメンバーだったが、モーリスの曽祖父はユダヤ人であったため、SSの男性は純粋なアーリア人の祖先を持つ必要があるというハインリヒ・ヒムラーの基準を満たしていなかった。 ヒムラーは彼を安全保障上のリスクと見なし、彼を取り除こうとしたが、ヒトラーはモーリスの側に立ち、1935年8月31日付の極秘の手紙で、ヒムラーにモーリスと彼の兄弟がSSに留まることを許可するよう要求した。 彼らは「名誉アーリア人」と見なされた[16]。
- 作曲家フランツ・レハールの妻であるゾフィー・レハール（旧姓パシュキス）は、結婚してカトリックに改宗する前はユダヤ人だった。ヒトラーはレハールの音楽を愛好し、ナチスはそれを宣伝に利用していた。ヨーゼフ・ゲッベルスがレハールのために仲介した後[17]、レハール夫人は1938年に結婚によって「名誉アーリア人」の地位を与えられた[18]。このことは実質的に彼女の命を救った。戦時中、彼女を国外追放する試みが少なくとも1回行われたが、それは彼女の地位を理由に中止された。
- ヒトラーの母を治療したエドゥアルド・ブロッホはユダヤ人であったが、1938年のアンシュルス後もゲシュタポの保護下に置かれ、1940年にはアメリカへの亡命を許可されている。